# Anolis gruuo
Anolis gruuo — вид ігуаноподібних ящірок родини анолісових (Dactyloidae). Ендемік Панами.

## Поширення і екологія
Anolis gruuo мешкають в горах Серранія-де-Табасара на заході центральної Панами. Вони живуть у вологих тропічних лісах та на узліссях, на висоті від 860 до 1630 м над рівнем моря. Ведуть деревний спосіб життя.

## Збереження
МСОП класифікує цей вид як такий, що перебуває під загрозою зникнення. Anolis gruuo загрожує знищення природного середовища.